# Drosicha quadricaudata
Drosicha quadricaudata är en insektsart som först beskrevs av Green 1922.  Drosicha quadricaudata ingår i släktet Drosicha och familjen pärlsköldlöss.
Artens utbredningsområde är Sri Lanka. Inga underarter finns listade i Catalogue of Life.